# Aeroporto de Cucuí
A pista de pouso do Aeródromo de Cucuí fica localizado entre o Rio Negro e BR 307 a uma distãncia de aproximadamente 8,5 km do Centro do Distrito de Cucuí. Andando uns 4,2 Km pela BR 307 no sentido de São Gabriel da Cachoeira há uma entrada à direita para o Aeródromo.
Geralmente na pista de pouso (aeródromo) de Cucuí pousam aeronaves militares (missões do Exército e Aeronáutica) e voos fretados para transporte de valores e outras operações do governo ou de empresas na comunidade. O acesso mais comumente utilizado é pelo Rio Negro em voadeira ou outra embarcação até um ponto próximo do pátio com acesso a pé por uns 1200 metros. Com o rio cheio é possível chegar pelo igarapé até a cabeceira 16 em pequenas embarcações (canoa ou voadeira). O acesso pela estrada tem o empecilho de a ponte da BR 307 na entrada de Cucuí estar destruída; além disso o acesso desde a BR 307 até a cabeceira 16 está muito fechado de mata.
CÓDIGO OACI: SWKU  
PISTA DE POUSO E DECOLAGEM: Asfalto; cabeceiras 16/34; 1200 metros de comprimento; 30 metros de largura
TIPO: Aeródromo
NOME: Cucuí
MUNICÍPIO: São Gabriel da Cachoeira  UF: AM
LATITUDE: 1° 7' 14" N
LONGITUDE: 66° 50' 30" W
ALTITUDE: 83 m
OPERAÇÃO: VFR Diurna (OPERAÇÃO VISUAL - VFR (Visual Flight Rules) - VMC (Visual Meteorological Conditions) Operações conduzidas acima de mínimos meteorológicos estabelecidos, sendo essencial o contato visual com o solo e obstáculos.